# Forgot About Dre
«Forgot About Dre» es un sencillo de Dr. Dre en colaboración con Eminem. Escrito por Eminem, fue lanzada en enero de 2000 como el segundo sencillo del álbum 2001 (1999) de Dr. Dre.
El tema ganó el premio Grammy a Mejor Interpretación de Rap por un Dúo o Grupo. Alcanzó el puesto número 25 en el Billboard Hot 100 y el número 7 en la UK Singles Chart.

## Video musical
El vídeo musical muestra a Dr. Dre caminando y hablando de sus éxitos anteriores. Después, un hombre con una revista de rap ve a Eminem en la revista e inicia la canción. A continuación, en el verso de Eminem, se muestra un breve sketch donde Eminem y Dr. Dre están ebrios y en su camino arrastran la cerca de una anciana. Dr. Dre es visto orinar en el jardín de la mujer y ella grita acerca de cómo sus perros se despertaron, mientras Eminem maldice a la anciana. Luego transcurre el tiempo y la casa se muestra en llamas y se ven los informes de Jane Yamamoto acerca de la situación en la que aparecen varias personas, entre ellos los vecinos, bomberos y el mismo Dr. Dre al fondo. La periodista entrevista a Eminem, que pretende ser un espectador inocente diciendo, "lo único que sé es que estaba arriba en mi habitación escuchando mi disco de Will Smith y salieron flamas de todos lados". A continuación, el vídeo se remonta al rap Eminem y termina con un teaser de Hittman interpretando muy brevemente "Last Dayz".
En 2009, el video fue elegido como el video número 13 en "Lo Mejor de la Década" por la revista Complex.
El vídeo musical aparece en la película de 2001, Bully.

## Recepción
Este video ganó el premio MTV Video Music Awards al "Mejor Vídeo de Rap" en el año 2000.
En agosto de 2009, Pitchfork Media colocó a "Forgot About Dre" en el número 68 de las mejores canciones de la década de los 2000. "Forgot About Dre" ganó "Mejor Interpretación de Rap por un Dúo o Grupo" en 2001 en los Premios Grammy.

### Listas
| Listas (2000)                          | Posición |
| -------------------------------------- | -------- |
| Alemania (Offizielle Deutsche Charts)  | 41       |
| Estados Unidos (Billboard Hot 100)     | 25       |
| Estados Unidos (Hot R&B/Hip-Hop Songs) | 14       |
| Estados Unidos (Mainstream Top 40)     | 32       |
| Estados Unidos (Rhythmic)              | 3        |
| Irlanda (IRMA)                         | 20       |
| Países Bajos (Dutch Top 40)            | 19       |
| Países Bajos (Mega Single Top 100)     | 16       |
| Nueva Zelanda (Recorded Music NZ)      | 26       |
| Reino Unido (UK Singles Chart)         | 7        |
| Reino Unido (UK R&B Chart)             | 3        |
| Suecia (Sverigetopplistan)             | 29       |
| Suiza (Schweizer Hitparade)            | 37       |